# El Galeóntunnel
De El Galeóntunnel (Spaans: Túnel El Galeón) is een tunnel voor het wegverkeer op de Spaanse autosnelweg GC-1 in de gemeente San Bartolomé de Tirajana, in het zuiden van Gran Canaria. De El Galeóntunnel bestaat uit twee tunnelkokers, beide 400 m lang. De tunnel ligt ten westen van de El Salvajetunnel.
Adolfo Cañastunnel · Balitotunnel · Candelariatunnel · El Galeóntunnel · El Lechugaltunnel · El Salvajetunnel · Ingeniero Julio Luengotunnel · La Vergatunnel · Los Frailestunnel · Mogántunnel · Montañetotunnel · Motor Grandetunnel · Pico Vientotunnel · Piedra Santatunnel · Pino Secotunnel · Puerto Ricotunnel · Sabinaltunnel · Salto del Negrotunnel · Santo Domingotunnel · Tauritotunnel · Taurotunnel · Tiritañatunnel